# Góra Jacksona
Góra Jacksona (ang. Mount Jackson) – góra na Półwyspie Antarktycznym. Znajduje się w jego południowej części, na Ziemi Palmera. Dzięki wypiętrzeniu równemu 3184 m n.p.m. Góra Jacksona, jest drugim co do wysokości wzniesieniem na Półwyspie Antarktycznym oraz w Brytyjskim Terytorium Antarktycznym, po Mount Hope (do 2017 roku była uznawana za najwyższą). Góra została odkryta przez Amerykanów stacjonujących na Antarktydzie. Została nazwana na cześć 7 prezydenta Stanów Zjednoczonych – Andrew Jacksona. Pierwsza wyprawa na Górę Jacksona została przeprowadzona w 1964 roku przez British Antarctic Survey (BAS), a przewodniczył jej John Crabbe Cunningham. W 1972 Góra została dokładniej zbadana, w związku z badaniami prowadzonymi w Archipelagu Palmera.

## Historia
Pierwsze mapy topograficzne zostały stworzone w listopadzie 1940 roku przez USAS. Badania przeprowadzone na ziemi zostały wsparte zdjęciami zrobionymi przez samoloty. Wyniesienie góry zostało ocenione na około 4200 metrów. Na początku została ona nazwana Górą Ernesta Grueninga – amerykańskiego polityka, który walczył, by Alaska została przyłączona do USA. Nazwa potem została zmieniona na Góra Jacksona. Andrew Jackson był prezydentem Ameryki, który podpisał prawo dzięki któremu pod koniec 2 połowy XIX wieku na Pacyfiku, oraz na lądach graniczących z Pacyfikiem zaczęto prowadzić badania geograficzne. Jednym z badanych terenów była Antarktyda. Badania były prowadzone przez Charlesa Wilkesa.
W 1947 naukowcy BAS po obserwacjach stwierdzili, że najwyższy punkt góry znajduje się na wysokości 3050 metrów, co było o wiele dokładniejszym wynikiem.
W 2017 roku badacze z BAS odkryli, że wysokość innej góry, Mount Hope, była zaniżona o 377 metrów i w rzeczywistości jest ona o 55 m wyższa niż Mount Jackson.
Brytyjczycy zdobyli jako pierwsi wiele ze szczytów Półwyspu Antarktycznego i tak samo było w tym przypadku. W 1962 roku pracownik BAS-u – John Crabbe Cunningham pracownik BAS na Wyspie Adelajdy. Zdobył szczyt dzięki pomocy psiego zaprzęgu, z którym w drodze na szczyt przebył ponad 600 km. 23 listopada 1964 większa grupa z BAS-u zdobyła szczyt. Dokładna wysokość szczytu została zmierzona przez BAS w latach dziewięćdziesiątych.

## Geografia
Współrzędne geograficzne góry to 71°22′00″S 63°24′40″W/-71,366667 -63,411111. Wysokość góry to 3184 m n.p.m., a wybitność szczytu to 2187 metrów. Góra Jacksona jest położona w środkowo-zachodniej części Ziemi Palmera. Wyznacza granice Wybrzeża Blacka, które znajduje się na wschód on góry. Wzniesienie znajduje się też na południowy wschód od Lodowca Fleming, a na zachód góra ograniczona jest przez rozległy płaskowyż Dyer Plateau.
Góra Jacksona była dokładnie badana w 1972 roku w ramach badań w Archipelagu Palmera. Okazało się, że zachodni stok góry jest łagodniejszy w porównaniu do stoku wschodniego, który jest dość stromy. Zidentyfikowano kilka rodzajów skał oraz możliwą aktywność wulkaniczną gór.